# OneSoil
OneSoil — швейцарский агротехнический стартап, который создает приложения и онлайн-платформу для точного земледелия. Продукты компании строятся на алгоритмах машинного обучения и анализе космических снимков Sentinel-1 и Sentinel-2, которые находятся в открытом доступе.

## История
В 2017 году OneSoil получил инвестиции от венчурного фонда Haxus, Юрия Мельничека, основателя Maps.me и AIMATTER, и Леонида Лознера, основателя Epam.
В 2018 году OneSoil выпустил мобильное приложение OneSoil Scouting, запустил онлайн-платформу OneSoil и интерактивную карту OneSoil Map. В 2021 году OneSoil запустил приложение в Аргентине  и Бразилии . В апреле 2021 года компания привлекла $5 млн от компаний Almaz Capital и PortfoLion для развития на международном рынке, и общая сумма инвестиций компании составила $6,7 млн.
OneSoil был назван лучшим продуктом в категории «Окружающая среда и зеленая энергия» по версии WSA Global Congress 2020. Было объявлено, что OneSoil помогает достичь целей устойчивого развития ООН №2 (Ликвидация голода) и №13 (Борьба с изменением климата). В мае 2020 года OneSoil стала членом Глобального альянса, созданного Продовольственной и сельскохозяйственной организацией Объединенных Наций (ФАО), выступающего за климатически оптимизированное сельское хозяйство. В сентябре 2021 года OneSoil был признан чемпионом Регионального конкурса ФАО-МСЭ «Цифровое совершенство в сельском хозяйстве в Европе и Центральной Азии» в категории «Системы инноваций в сельском хозяйстве и устойчивое сельское хозяйство — подключенные системы управления фермами».
С 1 октября 2021 года компанию возглавил Мортен Шмидт, который ранее руководил отделом точного земледелия в CNH Industrial. Осенью 2021 года OneSoil открыла офис в Варшаве.

## Платформа
Платформа OneSoil состоит из мобильных приложений для Android и iOS, а также из веб-приложения. Приложения OneSoil объединяют обширные знания в области точного земледелия и агрономии, полученные из полевых опытов, со спутниковыми снимками, машинным обучением и собственными данными с миллионов гектаров полей.
С помощью мобильного приложения можно быстро оценить состояние полей по нормализованному вегетационному индексу (NDVI), провести полевой обход и оставить заметки, которыми можно впоследствии поделиться с коллегами. Более того, приложение позволяет отмечать стадии роста культур, узнавать лучшее время для опрыскивания и прокладывать маршрут до проблемной точки на поле.
Веб-версия приложения имеет более обширный функционал для работы с полями: в нём можно планировать севооборот, смотреть прогноз погоды, визуализировать данные с полей, а также просматривать графики эффективности и зоны вегетации.

## OneSoil Map
OneSoil Map — это интерактивная карта, которая визуализирует данные о 60 миллионах полей и 27 культурах в 43 странах Европы и США. Статистика собрана при помощи нейронной сети, для визуализации использован сервис Mapbox. При помощи OneSoil Map можно узнать размеры и количество полей в разных странах, рейтинг сельскохозяйственных культур, проследить развитие культуры конкретного поля и относительную урожайность за последние три года. Пользователи могут сообщить разработчикам о неточностях в определении культур и полей, эти данные используются для улучшения алгоритмов машинного обучения. Также карта позволяет получить представление о локальных и мировых тенденциях в производстве сельскохозяйственных культур.
В 2018 году интерактивная карта OneSoil Map стала продуктом года в области искусственного интеллекта и машинного обучения по версии Product Hunt, получив награду Golden Kitty Award , а в 2019 стала бронзовым призёром Kantar Information is Beautiful Awards в категории Maps, Places & Spaces.